# 日里夫卡
49°44′7″N 24°4′15″E / 49.73528°N 24.07083°E

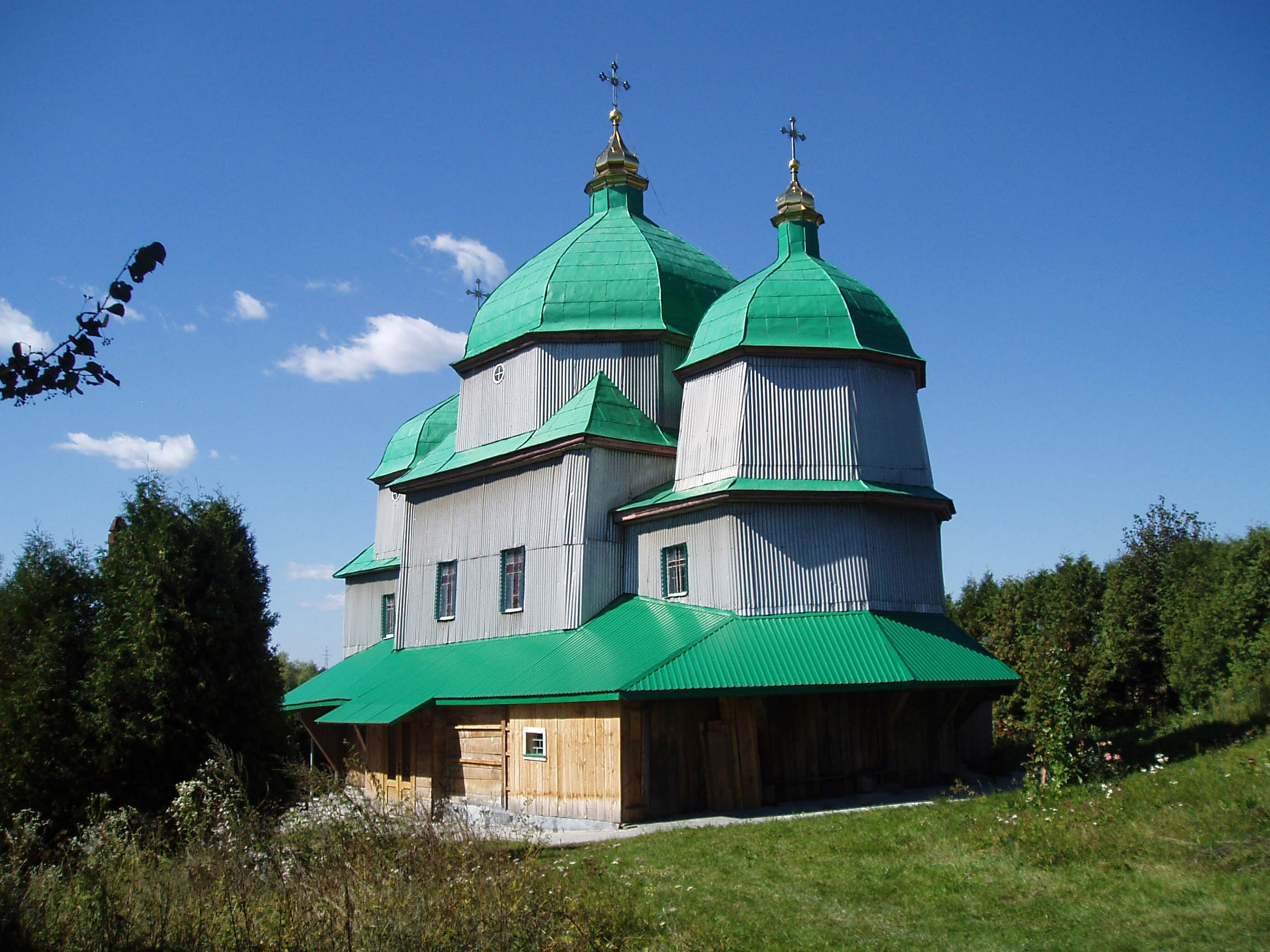
教堂

日里夫卡（烏克蘭語：Жирівка）是烏克蘭西部的村莊，隸屬利維夫州利維夫區的索隆卡市镇。該村始建於1440年，面積1.64平方公里，海拔高度308米，2001年人口584，人口密度每平方公里356.1人。